# Ivan Ramljak
Ivan Ramljak (ur. 9 września 1990 w Mostarze) – chorwacki koszykarz, występujący na pozycjach niskiego lub silnego skrzydłowego, posiadający także bośniackie obywatelstwo, reprezentant Chorwacji, od 2023 zawodnik Poitiers Basket 86.
W 2019 wziął udział w rozgrywkach letniej ligi NBA z kadrą Chorwacji, w Las Vegas.
2 września 2020 dołączył do Śląska Wrocław. 11 lipca 2023 został zawodnikiem francuskiego drugoligowca (LNB Pro B) Poitiers Basket 86.

## Osiągnięcia
Stan na 5 czerwca 2024, na podstawie, o ile nie zaznaczono inaczej.

### Drużynowe
- Mistrz:
  - Polski (2022)[6]
  - Chorwacji (2014, 2015, 2018)
  - Bośni (2010–2012)
- Wicemistrz:
  - Ligi Adriatyckiej (2014, 2015)
  - Polski (2023)[7]
  - Chorwacji (2019)
- Brązowy medalista mistrzostw Polski (2021)[8]
- Zdobywca pucharu:
  - Bośni (2011, 2012)
  - Chorwacji (2014, 2015, 2018, 2019)
- Finalista:
  - Pucharu Chorwacji (2016)
  - Superpucharu Polski (2022)[9]

### Indywidualne
(* – nagrody przyznane przez eurobasket.com)
- Obrońca roku ligi:
  - polskiej (2021, 2022)[10][11]
  - chorwackiej (2016)*
  - słoweńskiej (2020)*
- MVP kolejki EBL (13 – 2022/2023)[12]
- Zaliczony do:
  - I składu:
    - defensywnego ligi*:
      - bośniackiej (2011, 2012)
      - chorwackiej (2016)
      - słoweńskiej (2020)

    - kolejki EBL (3, 16, 18 – 2020/2021, 13 – 2022/2023 )[13][14][15][16]

  - III składu EBL (2021, 2022 przez dziennikarzy)[17][18]
  - honorable mention ligi bośniackiej (2011, 2013)*
- Uczestnik meczu gwiazd ligi chorwackiej (2014)
- Lider EBL w przechwytach (2021 – 2,19)[19]

### Reprezentacja
Seniorska
- Uczestnik:
  - mistrzostw Europy (2017 – 10. miejsce)
  - europejskich kwalifikacji do mistrzostw świata (2017–2019 – 19. miejsce)
  - kwalifikacji do Eurobasketu (2015)

Młodzieżowe
- Brązowy medalista mistrzostw Europy U–18 (2008)
- Uczestnik:
  - mistrzostw Europy U–20 (2010 – 4. miejsce)
  - turnieju:
    - Alberta Schweitzera (2008)
    - Adidas World Junior Tournament (2008)